# Sapin gracieux
Abies amabilis
Espèce
Synonymes
- Abies grandis Hook.[2]
- Picea amabilis Douglas ex Loudon[2]
- Pinus amabilis (Douglas ex Loudon) Parl.[2]
- Pinus amabilis Doug.[3]
- Pinus amabilis Douglas[4]

Statut de conservation UICN

 LC  : Préoccupation mineure
Le Sapin gracieux (Abies amabilis) est une espèce d'arbres de la famille des Pinacées, originaire de la côte ouest de l'Amérique du Nord.
D'autres noms communs peuvent le désigner, tels que sapin amabilis, sapin argenté, sapin rouge ou sapin des Cascades.

## Description

### Organes végétatifs
C'est un arbre mesurant généralement entre 24 et 46 métres. Le plus grand Abies amabilis actuel connu mesure près de 72 m et se situe dans la forêt nationale Olympique, État de Washington, mais certains auteurs pensent que cette espèce peut atteindre 75 m de hauteur. Le port est pyramidal chez les jeunes individus, la cime devient tabulaire avec l'âge.
Le tronc atteint à maturité un diamètre variant généralement de 60 à 120 cm de diamètre. Le record est actuellement détenu par un sapin gracieux situé dans le parc provincial Cypress en Colombie-Britannique, avec un diamètre de 233 cm, mais certains auteurs pensent que cette espèce peut atteindre 260 cm de diamètre,.
Cet arbre peut vivre environ 400 ans mais le plus vieux sapin gracieux dont l'âge a été déterminé par dendrochronologie est officiellement un spécimen de 725 ans, situé dans le parc provincial Cypress en Colombie-Britannique. 
L'écorce du tronc et des branches est fine, gris clair et lisse lorsqu'elle est jeune, et a tendance à rougir, s'épaissir et se détacher en plaques quand elle est âgée. Les bourgeons sont petits (6 à 9 mm de diamètre), bruns, globuleux et enrobés de résine au moins à leur extrémité. Les écailles de la base des bourgeons sont courtes et larges, de forme triangulaire, à marge lisse. 
Les branches partent du tronc à angle droit ; les rameaux, généralement à disposition opposée, ont une tige d'un brun plus clair à son extrémité, et pouvant porter un duvet roussâtre.
Les feuilles (en forme d'aiguilles) mesurent généralement de 1 à 2,5 cm de longueur,, mais peuvent ne mesurer que 0,7 cm, ; leur diamètre va de 1 à 3 mm,. Elles sont disposées de façon distique le long du rameau, mais plutôt en brosse vers l'extrémité. Ces aiguilles ont un dessus vert sombre lustré, sans stomates, et présentant une rainure au niveau de la nervure centrale ; le dessous comporte 2 bandes blanches où se trouvent des rangées de stomates (généralement 5 ou 6 rangées,). L'extrémité de l'aiguille porte une encoche bien visible. 

### Organes reproducteurs
Les cônes mâles sont de couleur rougeâtre à jaune-rougeâtre à maturité. Les cônes femelles sont ovoïdes, gris-violacé à brun, résineux, sessiles et dressés. Ils mesurent de 8 à 10 cm de longueur (jusqu'à 13 cm) pour 3,5 à 5 cm de largeur,. Les écailles composant les cônes femelles mesurent approximativement 2 cm de côté et sont généralement couvertes d'un très fin duvet,.
Les graines, de couleur brun-roux, mesurent de 10 à 12 mm de longueur pour environ 4 mm de largeur,. Elles sont portées par un aile membraneuse rosée à brun-roux à peine plus longue et plus large que la graine.

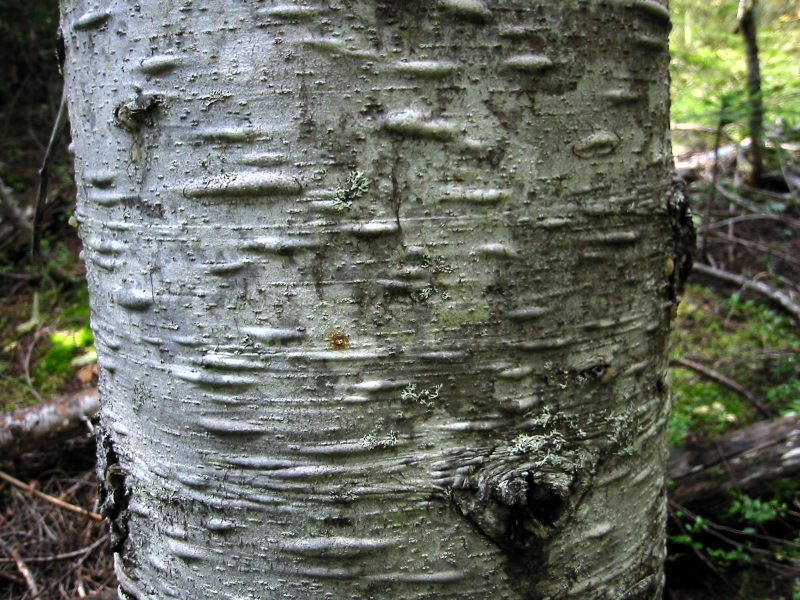
Écorce
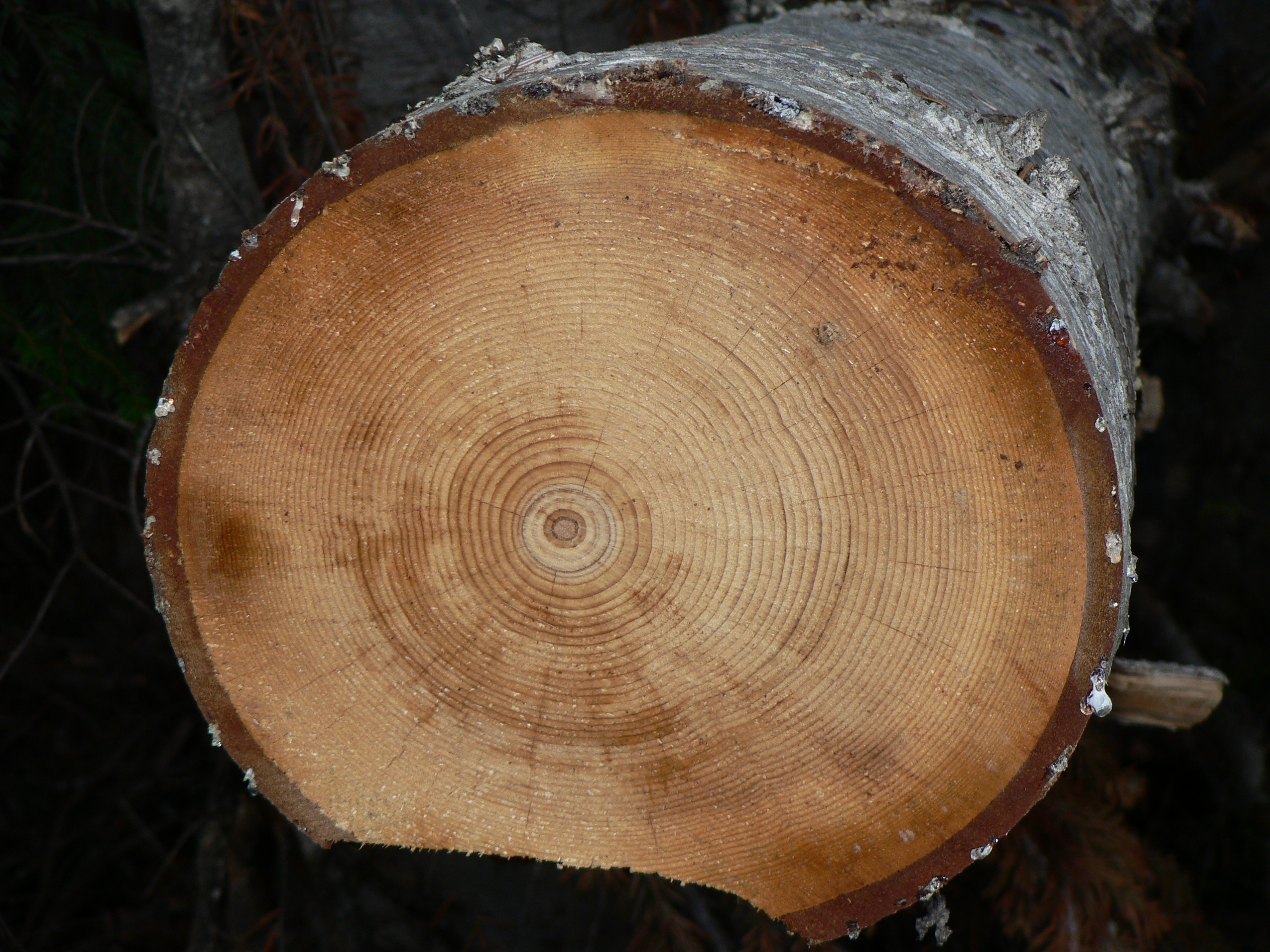
Bois
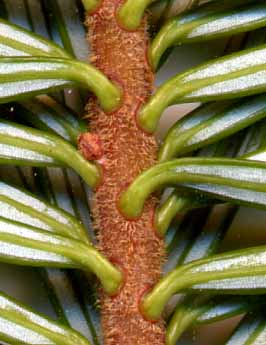
Rameau duveteux
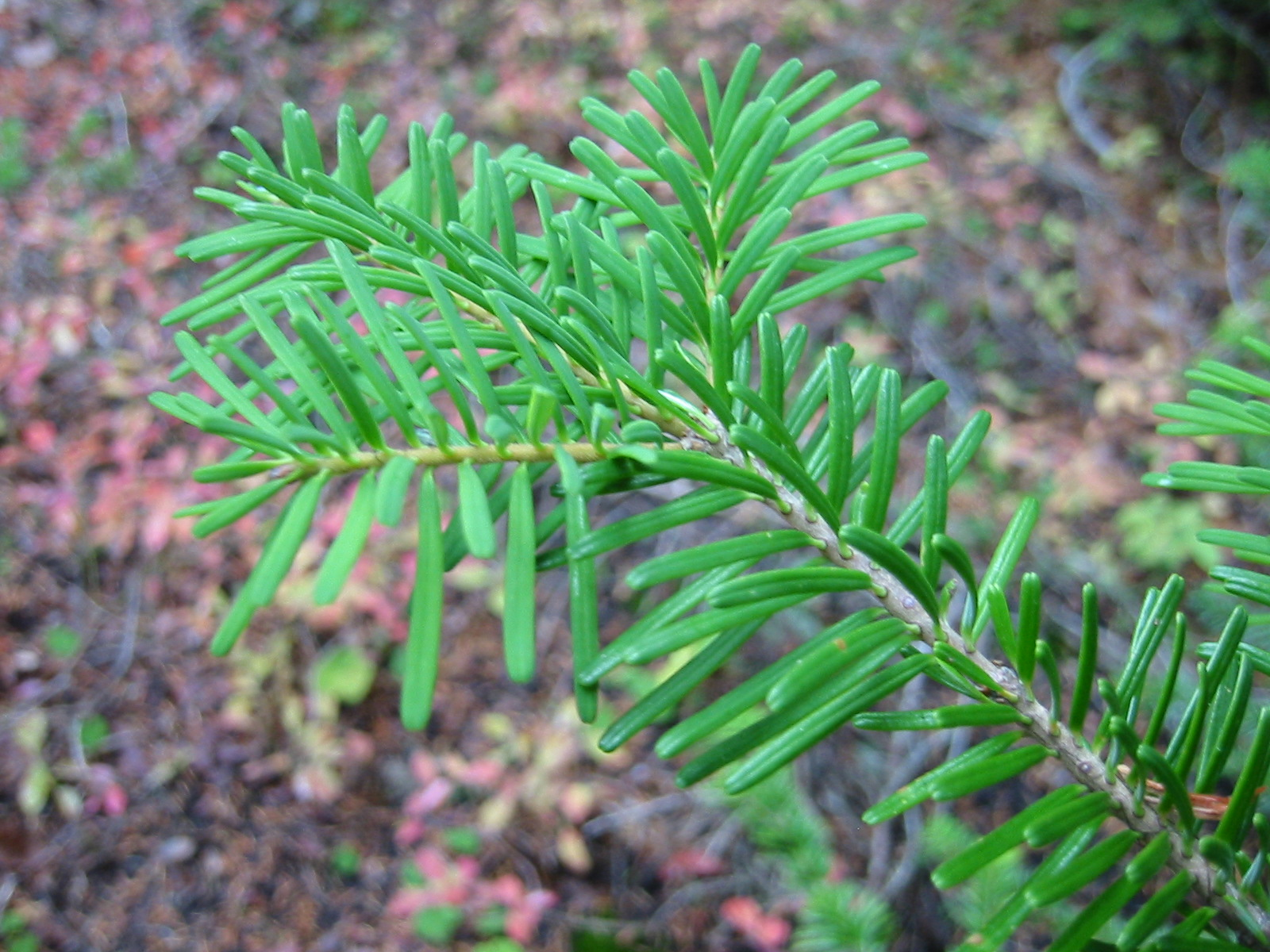
Feuillage, face supérieure
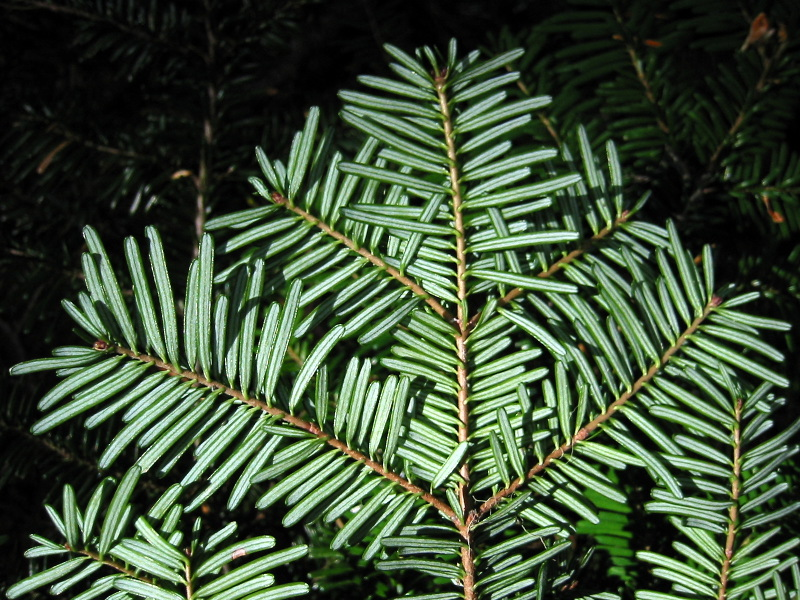
Feuillage, face inférieure
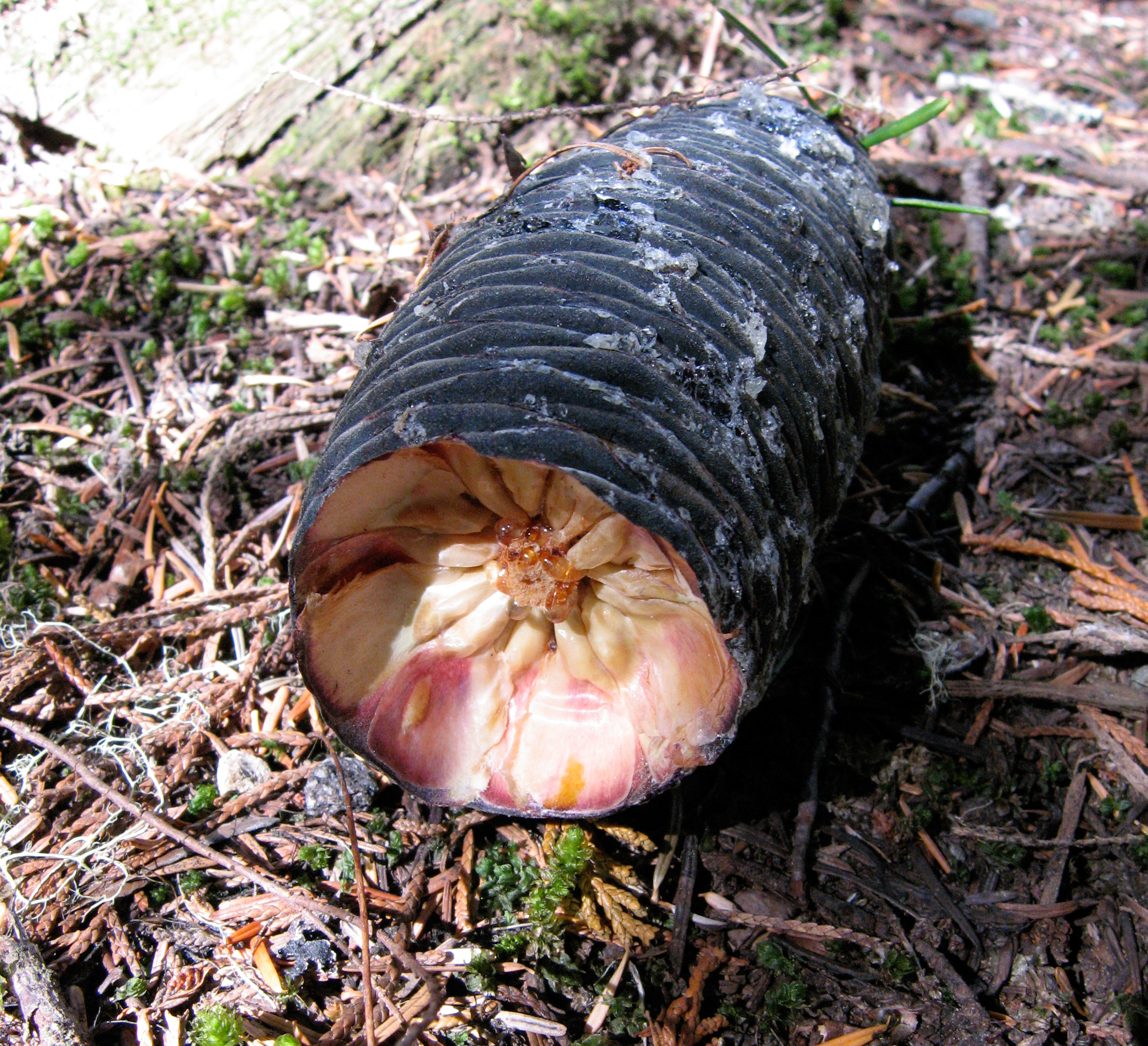
Cône femelle immature
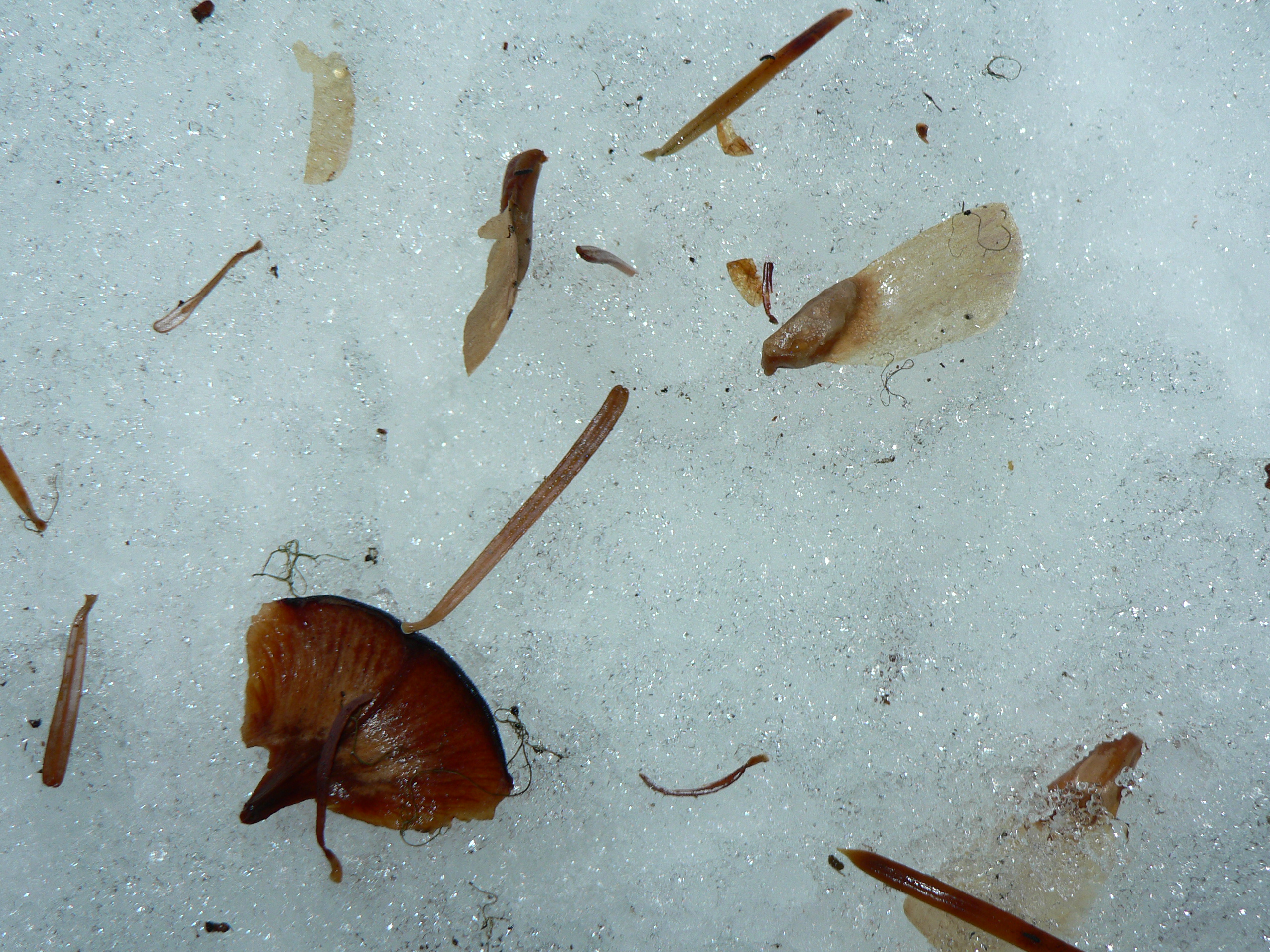
Graine ailée et écaille de cône femelle

### Espèces similaires
Plusieurs Sapins (genre Abies) peuvent être confondus avec le sapin gracieux, notamment le Sapin subalpin (Abies lasiocarpa), le Sapin de Vancouver (Abies grandis) et le Sapin noble (Abies procera).

## Écologie

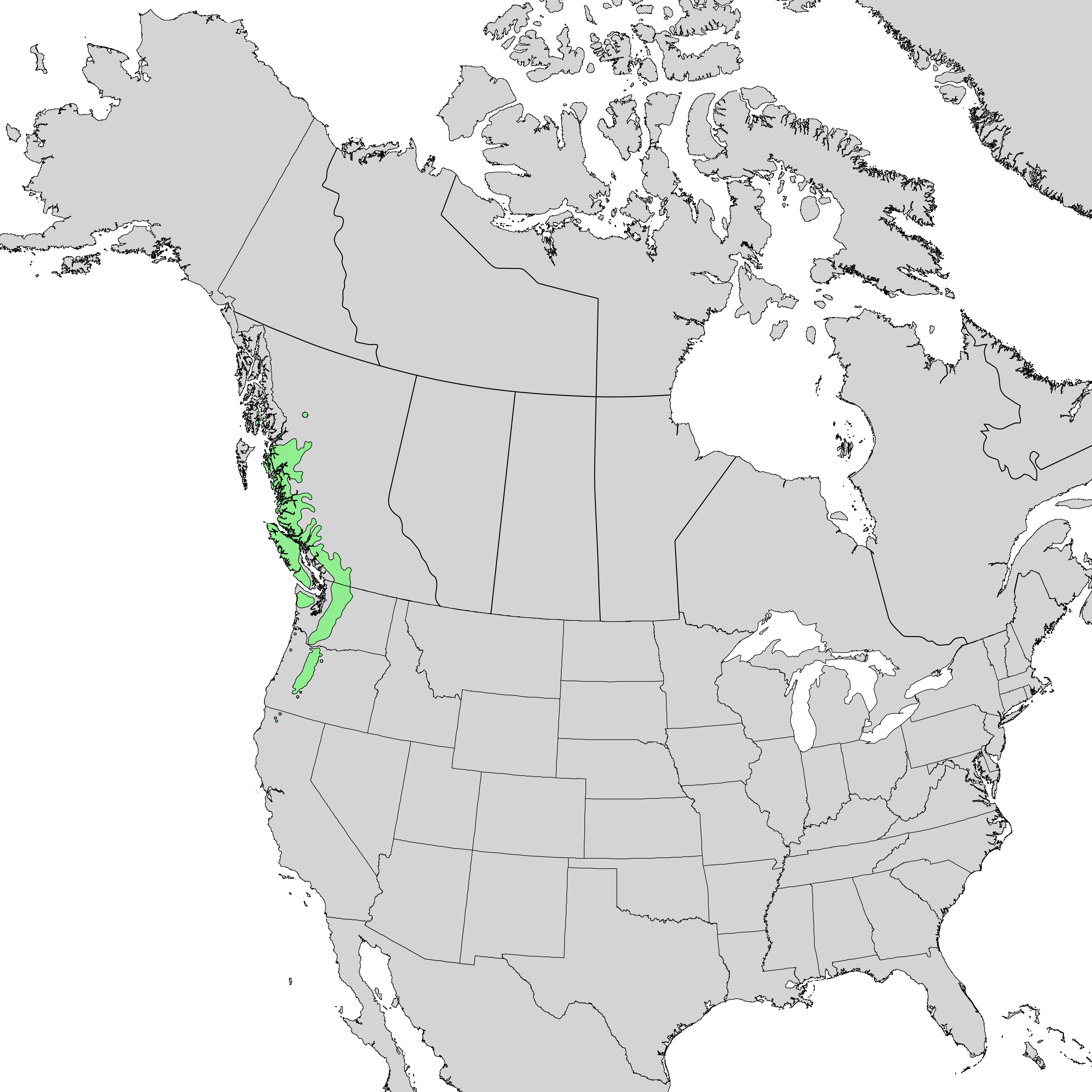
Aire de répartition naturelle du Sapin gracieux

Originaire de la côte ouest de l'Amérique du nord, aux États-Unis et au Canada, de l'extrême sud-est de l'Alaska à l'extrême nord-ouest de la Californie. cette espèce est très peu plantée en France.
C'est une espèce très exigeante en eau, qui nécessite une importante humidité atmosphérique. Son habitat favori est les forêts côtières de conifères bénéficiant d'un climat frais et humide. Elle préfère les sol bien drainés et profonds. Alors que cette espèce ne pousse guère plus en altitude que le niveau de la mer en Alaska, on peut la trouver jusqu'à 2300m d'altitude au sud de son aire de répartition. Elle supporte le froid jusqu'à -29°C mais est intolérante au feu.
Elle est souvent associées à d'autres espèces de conifères telles que la Pruche de l'Ouest (Tsuga heterophylla), la Pruche subalpine (Tsuga mertensiana), l'Épicéa de Sitka (Picea Sitchensis), le Douglas vert (Pseudotsuga menziensii), le Thuya géant (Thuja plicata), le Cyprès de Nootka (Cupressus nootkatensis), et différents sapins tels que le Sapin subalpin (Abies lasiocarpa), le Sapin de Vancouver (Abies grandis) et Sapin rouge (Abies magnifica).

## Utilisations
Son bois peut être utilisé en menuiserie, caisserie et comme matériau de production de pâte à papier.
Le sapin gracieux peut aussi être utilisé comme espèce de reboisement, mais cet usage doit être réservé aux régions océaniques ou montagnardes humides.
La fumée des feuilles brûlées était utilisé pour soigner les rhumes par les Ojibwés qui occupaient le Nord du Midwest aux États-Unis et une partie du Canada.
La fumée des branches étaient inhalée par les Ditidahts de Colombie-Britannique pour éviter la maladie.